# 維克·莫羅
維克多·「維克」·莫羅（英語：Victor "Vic" Morrow，1929年2月14日—1982年7月23日），是一位美國的演員及導演。他以飾演電視影集《勇士們》的桑德斯班長一角為人所知。

## 生平
莫羅出生於紐約市布朗克斯中產階級猶太人家庭，雙親是吉恩和哈里 。莫羅17歲時輟學，加入美國海軍。
1958年，莫羅與女演員巴巴拉·特納（Barbara Turner）結婚，育有兩個女兒：嘉莉·莫羅（1958年）和珍妮佛·傑森·李（1962年）。維克·莫羅的婚姻歷時7年，以離婚收場（1964年或1965年）。1975年，莫羅再婚，妻子是蓋爾·萊斯特。
維克·莫羅與巴巴拉·特納離婚後，與女兒珍妮佛·傑森·李逐漸疏遠。
1982年7月23日，莫羅在拍攝電影版《迷離境界》期間，因特技演出直升機墜毀遭螺旋槳擊中頭部身亡，共同演出的兩名越南籍童星亦一併罹難。

## 外部連結
- 維克·莫羅在互联网电影资料库（IMDb）上的資料（英文）
- Filmography （页面存档备份，存于）
- Article on Twilight Zone tragedy, written by friend and COMBAT! co-star Dick 'Little John' Peabody （页面存档备份，存于）
- 在Find a Grave上的維克·莫羅